# Barhatta
Barhatta è un sottodistretto (upazila) del Bangladesh situato nel distretto di Netrokona, divisione di Mymensingh. Si estende su una superficie di 221,5 km² e conta una popolazione di 180.449  abitanti (censimento 2011).